# Décodeur TV
Un décodeur TV ou familièrement décodeur et plus rarement , désembrouilleur également appelé en anglais  « set-top box »  est un terminal électronique permettant de désembrouiller les signaux chiffrés ou compressés destinés à la télévision. Les signaux vidéo et audio encodés peuvent être de nature analogique ou numérique comme, notamment, les émissions télédiffusées, les signaux télédistribués par réseau câblé coaxial, fibre ou par ligne ADSL de type accès haut débit. L'appareil doit traiter à la fois l'image et le son. Ces terminaux sont conformes aux formats, normes et standards techniques ainsi qu'aux spécificités de l'opérateur qui les exploite. 
Il existe des décodeurs logiciels pouvant procéder à des opérations sililaires, intégrés à des terminaux fixes ou mobiles, des extensions ou des circuits informatiques comme notamment, le récepteur de télévision, le téléviseur disposants d'un port à Interface commune, la « box » internet, l'ordinateur ou le périphérique avec carte graphique. 

## Décodeurs analogiques en France
En France, les décodeurs destinés à la chaîne cryptée et payante Canal+ sont les premiers à être commercialisés dès l'automne 1984. Le décodeur Discret 11 puis Syster permettent de désembrouiller la chaîne grâce à des codes manuels à saisir chaque mois, puis à une carte à puce insérée dans le terminal.  Les décodeurs analogiques en France sont obligatoirement équipés d'une prise Péritélévision. À partir de 1995, les émissions sont retransmises notamment par satellite au mode numérique et sont chiffrées, grâce à la technologie Digital Video Broadcasting et différents contrôles d'accès en fonction des opérateurs et des pays concernés.

## Décodeurs numériques en France

### Décodage numérique
Le signal vidéo numérique est véhiculé sous un format compressé, conforme à la norme MPEG-2 ou MPEG-4 AVC pour la TNT en France, le satellite ou le câble, avec ou sans embrouillage (contrôle d'accès), dont les propriétés permettent d'économiser la bande passante et ainsi sur un seul canal, proposer jusqu'à une dizaine de chaînes. Le boîtier réalise le décodage nécessaire pour que la chaîne sélectionnée puisse être visualisée sur l'écran, typiquement à travers une prise HDMI. Les fonctions de décodage numérique DVB MPEG-2 tendent à se banaliser dans les téléviseurs du commerce pour la réception TNT, ce qui permet à certains anciens téléviseurs non équipés, d'être compatibles. En raison des opérations d'encodage-décodage numérique, on observe un décalage de quelques secondes entre l'image émise. À partir d'avril 2016, la TNT en France adopte la norme MPEG-4 (HD ou SD).

### Décompression Canal+
Depuis 1996, le contrôle d'accès MediaGuard via le récepteur décodeur satellite Mediasat Canalsat via notamment depuis 2004, le terminal numérique Pilotime, procurant depuis 2005 la compatibilité audio « Dolby Digital 5.1 ».

### Chaines par Internet
Pour les chaines nécessitant un décodeur et diffusées par Internet, les émissions ne sont pas diffusées simultanément sur la ligne, mais sont accessibles sur un serveur par un protocole de diffusion de flux multimédia spécifiques comme Real Time Streaming Protocol ce qui conduit également à un décalage de quelques secondes entre l'image reçue par voie hertzienne et celle transitant par le boitier. En France, ces décodeurs sont distribués par les FAI et nécessitent un abonnement particulier,.
Le boitier, pour ceux distribués par les opérateurs en France, se branche sur une passerelle DSL. Il propose à l'utilisateur une interface permettant de sélectionner une émission, identifie l'utilisateur sur le serveur pour la gestion de ses abonnements et sélectionne sur le serveur, le flux correspondant à l'émission désirée. Le boitier décodeur peut contenir un « système de contrôle d'accès » (fente pour mettre une carte à puce) complétant l'identification de l'utilisateur.
Comme pour toutes les technologies sur IP, l'opérateur « sait » ce que vous regardez et quand vous le regardez, ce qui permet de gérer les abonnements payants, mais peut poser un problème au niveau de la vie privée.

### Qualité de service
La qualité de service dépend en amont du débit disponible sur la ligne d'arrivée. En format MPEG-2 (celui de la TNT), une chaîne de définition standard demande au minimum 3 Mbit/s et 6 Mbit/s pour une excellente qualité. La même chaîne codée en MPEG-4 ne prendrait que 2 à 4 Mbit/s.
Dans les formats de transmission « haute définition », codés en MPEG-4, une chaîne nécessitera quatre fois plus de débit (parce qu'il y a quatre fois plus de pixels par image). Le débit disponible doit être de 8 à 16 Mbit/s.
Le flux disponible — et donc la capacité en débit de l'ADSL —est limité par la distance entre l'abonné et le central télécom (NRA) ; la qualité de la réception (disponibilité du service, fluidité du flux vidéo, qualité de l'image, délai de zapping) dépend fortement de cette distance. En MPEG-2, un flux télévisuel ne passe généralement plus au-delà de 3 à 4 kilomètres. En MPEG-4 la distance limite peut passer à environ 5 km.
La qualité de service de la télévision par ADSL peut dépendre de la configuration de l'installation téléphonique. Un filtre ADSL doit être installé sur la prise téléphonique. De même, il ne faut pas utiliser de rallonge téléphonique entre la prise téléphonique et le boîtier ADSL.